# 石井次郎 (地質学者)
石井 次郎（いしい じろう、1923年12月18日-1992年4月1日）は、日本の地質学者。理学博士（北海道大学）。
北海道出身。北海道札幌師範学校付属小学校卒業。北海道庁立札幌第二中学校卒業。1946年北海道帝国大学理学部卒業。1946年同応用電気研究所助手。1955年北海道大学大学院（旧制）理学研究科修了。同理学部助手。北海道札幌西高等学校定時制教諭や、北海道農業専門学校教師を経て、1961年に北海道大学にて「北海道第四紀火山噴出物の風化過程」で理学博士受く。1961年北海道大学水産学部助教授。1968年東海大学海洋学部札幌教養課程教授。1988年北海道東海大学工学部教授。1992年3月31日北海道東海大学定年退職。1992年4月1日に急性心不全のため逝去。1992年4月東海大学名誉教授の称号を受く。

## 研究
海洋地質学が専門。特に、積丹半島沖海底の希少金属レアメタルの資源調査や、地質構造を研究。1986年には北海道東海大学海洋調査船「望星丸二世」に乗船して海底岩石採取や海底岩石撮影を行う。

## 註
1. ↑  『北海道人物・人材リスト　2004』日外アソシエーツ、2003.12、137頁
2. ↑  博論データベース
3. ↑  以上につき戸苅賢二「石井次郎会員を悼む」『地質学雑誌　98巻2号』1992.8、823頁
4. ↑  上掲『北海道人物・人材情報リスト　2004』137頁